# مونتفورتینو
مونتفورتینو (به ایتالیایی: Montefortino) یک منطقهٔ مسکونی در ایتالیا است که در استان فرمو واقع شده‌است.

## خصوصیات
مونتفورتینو ۷۸٫۵ کیلومترمربع مساحت و ۱٬۱۷۹ نفر جمعیت دارد و ۶۳۸ متر بالاتر از سطح دریا واقع شده‌است.